# Эдинберг (Виргиния)
Эдинберг (англ. Edinburg) — город в округе Шенандоа  в штате Виргиния США. По данным переписи 2020 года, численность населения составляла 1178 человек.

## Население
| 2010 | 2020  |
| ---- | ----- |
| 1041 | ↗1178 |